# Walsleben
Walsleben è un comune di 792 abitanti del Brandeburgo, in Germania.

Appartiene al circondario dell'Ostprignitz-Ruppin ed è parte della comunità amministrativa della Temnitz.

## Società

### Evoluzione demografica
| Anno | Abitanti |
| ---- | -------- |
| 1875 | 678      |
| 1890 | 863      |
| 1910 | 792      |
| 1925 | 892      |
| 1933 | 817      |
| 1939 | 797      |
| 1946 | 1 283    |
| 1950 | 1 205    |
| 1964 | 906      |
| 1971 | 834      |

| Anno | Abitanti |
| ---- | -------- |
| 1981 | 821      |
| 1985 | 889      |
| 1989 | 934      |
| 1990 | 907      |
| 1991 | 898      |
| 1992 | 900      |
| 1993 | 913      |
| 1994 | 915      |
| 1995 | 922      |
| 1996 | 929      |

| Anno | Abitanti |
| ---- | -------- |
| 1997 | 947      |
| 1998 | 929      |
| 1999 | 950      |
| 2000 | 932      |
| 2001 | 913      |
| 2002 | 884      |
| 2003 | 842      |
| 2004 | 845      |
| 2005 | 831      |
| 2006 | 828      |

| Anno | Abitanti |
| ---- | -------- |
| 2007 | 817      |
| 2008 | 799      |
| 2009 | 784      |
| 2010 | 783      |
| 2011 | 821      |
| 2012 | 824      |
| 2013 | 797      |
| 2014 | 806      |
| 2015 | 812      |